# Мужская сборная Новой Зеландии по кабадди
Мужская национальная сборная Новой Зеландии по кабадди — представляет Новую Зеландию на международных соревнованиях по кабадди. Управляющей организацией является Федерация кабадди Новой Зеландии (англ. New Zealand Kabaddi Federation).

## Результаты выступлений

### Чемпионаты мира (круговой стиль)
| Год        | Победы         | Ничьи          | Поражения      | Место          |
| ---------- | -------------- | -------------- | -------------- | -------------- |
| 2010—2011  | не участвовали | не участвовали | не участвовали | не участвовали |
| 2012       | 0              | 0              | 2              | 13             |
| 2013—н. в. | не участвовали | не участвовали | не участвовали | не участвовали |